# Підробка (фільм, 1981)
Підробка — фільм 1981 року, екранізація роману Нікола Борна з однойменною назвою. Режисер фільму — Фолькер Шльондорф.

## У ролях
- Бруно Ганц — Георг Лащен
- Ганна Шигулла — Аріанна Нассар
- Жан Кармет — Рудник
- Єжи Сколімовський — Гофман
- Гіла фон Вайтерсхаузен — Грета Лащен
- Ганс-Пітер Корфф — редактор

## Зміст твору
Журналіст Георг Лашен, співробітник ілюстрованого журналу «Гамбург», приїжджає до Бейрута, столиці Лівану, зі своєю супроводжуючою особою, фотокореспондентом Гофманом, щоб повідомити про громадянську війну, яка роками спустошувала країну і стала невід'ємною частиною її історії.
І Георг Лашен, і його супутник зупиняються в ексклюзивному готелі Commodore, який знаходиться у безпечній частині Лівану. Однак, у цьому районі триває війна. Люди воюють між собою, зокрема араби проти євреїв, мусульмани проти християн та палестинці з фалангістами.
Журналіст та фотожурналіст спостерігають за війною, вони стають свідками різних подій, ведуть розмови з учасниками, і вони не в змозі реально зрозуміти, що є причиною конфлікту та жахливої поведінки учасників війни й жорстокості як щодо себе, так і щодо невинних людей, таких як жінки чи діти.
Чоловіки починають контактувати із людиною з Франції — Рудником. Він намагається розчинитись у навколишній атмосфері війни, акліматизуватися у тій чи іншій ситуації — він продає найрізноманітніші речі для боротьби з людьми та продає спостерігачам усієї ситуації фотографії, які показують поразку, погром, вбивства у Лівані.   
Журналіст дуже добре усвідомлює, наскільки добре продається жорстокість війни, оскільки вона проілюстрована правильними образами, а також знає, наскільки складно робити правильні висновки та надавати правдиву інформацію, не розфарбовуючи їх і не перемальовуючи. Ніколи не ясно, хто насправді бореться проти кого. У головного героя також є особисті проблеми, він не може порозумітися зі своєю дружиною Гретою Лащен, яку він залишив із дітьми у Гамбурзі. Своє особисте життя Лащен вважає настільки ж проблематичним, як і війну у Лівані.  
Георг зустрічає німецьку жінку у Бейруті Аріану Нассар, яка вже рік живе в Лівані. Чоловік закохується в жінку і зав'язує з нею романтичні відносини, але їхні стосунки не довготривалі. Аріана — вдова ліванця, яка працює у Бейруті, де, як вона сама стверджує, настільки пройнялася арабською культурою, що починає розуміти поведінку ліванців, вона вже знає, які мотиви керують жителями цієї країни і не боїться. Однак у жінки є одна велика мрія: вона хоче стати мамою. Навіть прагне усиновити, що, нарешті, їй вдається — Аріана усиновлює маленьке арабське немовля.
За деякий час команда повертається до Гамбурга, але головний герой вирішує залишитися у Бейруті. Він визнає, що його допомога та турбота корисніші Аріані, яка самостійно виховує маленьку дитину, ніж його дружині Греті, яка йому зраджує. Пізніше це рішення виявляється помилковим, адже Аріана вже знайшла як позбутися своєї самотності.

## Тло
Фолкер Шльондорф розповів про свій фільм:
Йдеться не про війну, а про людину, яка повинна про неї розповісти. Він очікує смерті та жаху і знаходить життя. Тому що реальність завжди відрізняється, коли ти є її свідком, аніж тоді, коли про неї ти лише інформуєш.

## Критика
«Фільм Шльондорфа, який критикують ЗМІ, має свої чудові моменти, але він полягає у вільному, протокольному реалізмі. Його ідеальна реконструкція сцен війни на безпосередньому місці впливає на глядача дивно, байдуже. Відмінна, як завжди, робота оператора Лютера».

## Нагороди
- 1982: номінація на премію Сезара як кращий іноземний фільм.
- 1982 рік: Німецька кінопремія Єжи Сколімовського.